# We'll Be OK
「We'll Be OK」（ウェル・ビー・オーケー）は、日本の歌手・倖田來未の14作目の配信限定シングル。2021年7月28日に配信された。

## 解説
配信シングルとしては前作『XXKK』から10か月ぶりのリリースであり、本作はデビュー20周年を締めくくりとして、2021年3か月連続配信リリースの第一弾。今作は後の9月8日にリリースの63rdシングル『SUMMER OF '21』内に次作配信曲「Doo-Bee-Doo-Bop」「to be free」と共に初CD・フィジカル化された。
本曲は「迷いを抱えた人々の背中を押すような前向きなメッセージが込められた1曲」としている。
リリースに先駆けて7月6日にローカルラジオ番組・J-WAVE『GROOVE LINE』内において初のオンエア解禁された。

## 楽曲
1. We'll Be OK [3:45]
作詞：KODA KUMI
作曲：Atsushi Shimada、Albin Nordqvist、Louise Frick Sveen

## 収録アルバム
- 『heart』